# 沃爾奇亞河
沃爾奇亞河是俄羅斯的小型河流，位於卡累利阿地峽，屬於武奧克薩河的支流。沃爾奇亞河全長52公里，下游闊度約10米，淺水的河道不能讓船隻航行。

## 外部連結
- Река Волчья